# Franz Kline
Franz Kline (Wilkes-Barre, 23 de maig de 1910 − Nova York, 3 de maig de 1962) va ser un pintor estatunidenc associat al grup de l'expressionisme abstracte que geogràficament es va centrar a Nova York entre els anys 1940 i els anys 1950.

## Carrera
Com Jackson Pollock i d'altres pintors abstractes, va ser un pintor d'acció pel seu estil simple, espontani i intens. Treballava fent servir traços forts i figures abstractes. La major part del treball de Kline, no obstant això, va ser "practicada espontàniament". Va preparar molts esbossos sobre dibuix, tot i que mai els va publicar, abans del seu treball plàstic.

## Obra
Els millors i més coneguts treballs expressionistes de Kline van ser fets amb els colors blanc i negre purs, tot i que de vegades va introduir diverses tonalitats d'ambdós colors. Només va tornar a utilitzar color en les seves pintures a partir de 1955, tot i que les seves pintures més importants en color van ser fetes a partir de 1959. Les pintures de Kline són molt complexes i subjectives. Quan les pintures d'aquest artista sempre van tenir un impacte dinàmic, dramàtic i espontani, és important saber que ell sempre les va descriure molt simples pel que fa a aquests elements. Val a dir que va fer moltes de les seves pintures arran dels coneixements aportats pels seus estudis previs.
Sembla haver referències a la cal·ligrafia xinesa en aquestes composicions en blanc i negre, tot i que ell sempre va negar aquesta relació. Ponts, túnels, edificis i altres estructures arquitectòniques i industrials van ser usualment esmentades com a fonts d'inspiració de Kline.
Els seus treballs més reconeguts van ser originats a partir d'un consell del seu amic Willem de Kooning. En 1948 li va suggerir a un llavors artísticament frustrat Kline que experimentés amb un projector que tenia en el seu estudi analitzant la projecció sobre una paret llisa. Kline va fer diverses pintures amb l'estil que va resultar de l'observació, presentant el 1950 un recull amb l'estil davant la Charles Egan Gallery.